# Lijst van rijksmonumenten in Rotterdam
De gemeente Rotterdam telt 619 inschrijvingen in het rijksmonumentenregister. Hieronder een overzicht. 

## Charlois
Het stadsdeel Charlois telt 18 inschrijvingen in het rijksmonumentenregister. Zie Lijst van rijksmonumenten in Charlois.

## Delfshaven
Het stadsdeel Delfshaven in Rotterdam kent 30 rijksmonumenten. Zie Lijst van rijksmonumenten in Delfshaven.

## Feijenoord
Het stadsdeel Feijenoord telt 67 inschrijvingen in het rijksmonumentenregister. Zie Lijst van rijksmonumenten in Feijenoord.

## Hillegersberg-Schiebroek
Het stadsdeel Hillegersberg-Schiebroek telt 18 inschrijvingen in het rijksmonumentenregister. Zie Lijst van rijksmonumenten in Hillegersberg.

## Hoek van Holland
De plaats Hoek van Holland telt 10 inschrijvingen in het rijksmonumentenregister. Zie Lijst van rijksmonumenten in Hoek van Holland voor een overzicht.

## Kralingen-Crooswijk
Het stadsdeel Kralingen-Crooswijk telt 59 inschrijvingen in het rijksmonumentenregister. Zie Lijst van rijksmonumenten in Kralingen.

## Overschie
Het stadsdeel Overschie telt 41 inschrijvingen in het rijksmonumentenregister. Zie Lijst van rijksmonumenten in Overschie.

## Pernis
De plaats Pernis telt 4 inschrijvingen in het rijksmonumentenregister.
| Object                                                               | Oorspronkelijke functie? | Bouwjaar                                 | Architect | Locatie    | Coördinaten?                  | Nr.?  | Afbeelding        |
| -------------------------------------------------------------------- | ------------------------ | ---------------------------------------- | --------- | ---------- | ----------------------------- | ----- | ----------------- |
| Toren der Nederlands Hervormde Kerk                                  | Kerk en kerkonderdeel    | tweede helft 15e eeuw (kerk) klok (1672) |           | Ring bij 1 | 51° 53' 16" NB, 4° 23' 36" OL | 32939 | Meer afbeeldingen |
| Boerderij "Van Geslacht op Geslacht"                                 | Boerderij                | 18e eeuw                                 |           | Ring 16    | 51° 53' 14" NB, 4° 23' 38" OL | 32940 | Meer afbeeldingen |
| Boerderij met gepleisterd woonhuis onder zadeldak tussen puntgevels. | Boerderij                |                                          |           | Ring 210   | 51° 53' 9" NB, 4° 23' 18" OL  | 32941 | Meer afbeeldingen |
| Boerderij onder een met riet gedekt wolfdak                          | Boerderij                | 18e eeuw                                 |           | Ring 604   | 51° 53' 24" NB, 4° 22' 58" OL | 32942 | Meer afbeeldingen |

## Rotterdam Centrum
Het stadsdeel Rotterdam Centrum telt een groot aantal inschrijvingen in het rijksmonumentenregister. Zie Lijst van rijksmonumenten in Rotterdam Centrum voor een overzicht.

## Rotterdam-Noord
Het stadsdeel Rotterdam-Noord telt 55 inschrijvingen in het rijksmonumentenregister. Zie Lijst van rijksmonumenten in Rotterdam-Noord voor een overzicht.

## Rozenburg
De plaats Rozenburg telt 3 inschrijvingen in het rijksmonumentenregister.
| Object                  | Oorspronkelijke functie?  | Bouwjaar | Architect | Locatie     | Coördinaten?                  | Nr.?   | Afbeelding              |
| ----------------------- | ------------------------- | -------- | --------- | ----------- | ----------------------------- | ------ | ----------------------- |
| De Hoop                 | Industrie- en poldermolen | 1887     |           | Molenweg 30 | 51° 54' 15" NB, 4° 14' 57" OL | 364793 | Meer afbeeldingen       |
| Molenaarswoning De Hoop | Bedrijfswoning            | 19e eeuw |           | Molenweg 28 | 51° 54' 16" NB, 4° 14' 56" OL | 364798 | Molenaarswoning De Hoop |
| 't Oude Jachthuis       | Jachthuis                 | 1889     |           | Molenweg 22 | 51° 54' 17" NB, 4° 14' 50" OL | 517890 | 't Oude Jachthuis       |

## IJsselmonde
Het stadsdeel IJsselmonde telt 3 inschrijvingen in het rijksmonumentenregister.
| Object                        | Oorspronkelijke functie? | Bouwjaar                                                                                | Architect | Locatie           | Coördinaten?                 | Nr.?  | Afbeelding        |
| ----------------------------- | ------------------------ | --------------------------------------------------------------------------------------- | --------- | ----------------- | ---------------------------- | ----- | ----------------- |
| Nederlands Hervormde Kerk     | Kerk en kerkonderdeel    | midden 16e eeuw (schip) tweede helft 15e eeuw (toren) 16e/17e/18e/19e eeuw (inventaris) |           | Kasteelweg 50     | 51° 54' 2" NB, 4° 32' 56" OL | 32943 | Meer afbeeldingen |
| Boerderij                     | Boerderij                | 18e eeuw (woonhuis)                                                                     |           | Benedenrijweg 435 | 51° 54' 3" NB, 4° 33' 32" OL | 32944 | Meer afbeeldingen |
| Boerderij "Op Hoop van zegen" | Boerderij                | 1720                                                                                    |           | Benedenrijweg 455 | 51° 54' 2" NB, 4° 33' 27" OL | 32945 | Meer afbeeldingen |

Centrum (Scheepvaartkwartier) ·
Charlois ·
Delfshaven ·
Feijenoord ·
Hillegersberg-Schiebroek ·
Hoek van Holland

IJsselmonde ·
Kralingen-Crooswijk ·
Noord (Diergaarde Blijdorp) ·
Overschie (De Tempel) ·
Pernis·
Rozenburg
Alblasserdam ·
Albrandswaard ·
Alphen aan den Rijn ·
Barendrecht ·
Bodegraven-Reeuwijk ·
Capelle aan den IJssel ·
Delft ·
Den Haag ·
Dordrecht ·
Goeree-Overflakkee ·
Gorinchem ·
Gouda ·
Hardinxveld-Giessendam ·
Hendrik-Ido-Ambacht ·
Hillegom ·
Hoeksche Waard‎ ·
Kaag en Braassem ·
Katwijk ·
Krimpen aan den IJssel ·
Krimpenerwaard ·
Lansingerland ·
Leiden ·
Leiderdorp ·
Leidschendam-Voorburg ·
Lisse ·
Maassluis ·
Midden-Delfland ·
Molenlanden ·
Nieuwkoop ·
Nissewaard ·
Noordwijk ·
Oegstgeest ·
Papendrecht ·
Pijnacker-Nootdorp ·
Ridderkerk ·
Rijswijk ·
Rotterdam ·
Schiedam ·
Sliedrecht ·
Teylingen ·
Vlaardingen ·
Voorne aan Zee ·
Voorschoten ·
Waddinxveen ·
Wassenaar ·
Westland ·
Zoetermeer ·
Zoeterwoude ·
Zuidplas ·
Zwijndrecht